# Jakim Gruewo
Jakim Gruewo (bułg. Яким Груево) – wieś w Bułgarii, w obwodzie Razgrad, w gminie Isperich. W 2023 roku liczyła 405 mieszkańców.